# John Bright (roteirista)
John Milton Bright (Baltimore, 1 de janeiro de 1908 — Los Angeles 14 de setembro de 1989) foi um jornalista, roteirista e ativista político americano. 
Bright nasceu em Baltimore e trabalhou com Ben Hecht como jornalista em Chicago. Com o colega jornalista Kubec Glasmon, Bright coescreveu uma série de histórias adaptadas como roteiros. O mais notável deles, Beer and Blood, tornou-se o filme de 1931 Inimigo Público, estrelado por James Cagney. Os dois foram indicados ao Oscar de Melhor História Original em 1931. 
Em 1933, Brigth se tornou um dos dez fundadores da Screen Writers Guild . Assim como outros fundadores e membros do Screen Writers Guild, Bright foi alvejado no início dos anos 50 pelo Comitê de Atividades Antiamericanas e colocado na famosa lista negra de Hollywood.
A esposa de Bright, Josefina Fierro, era uma ativista latino-americana. Bright fugiu para o México e escreveu roteiros para pelo menos dois filmes mexicanos.
Em 2002 foi publicado um livro de suas memórias chamado Worms in the Winecup.

## Filmes
Os créditos de Bright como roteirista, muitas vezes colaborando com outras pessoas, incluem os seguintes filmes: 
- Smart Money (1931)
- The Public Enemy (1931)
- Blonde Crazy (1931)
- The Crowd Roars (1932)
- Three on a Match (1932)
- Taxi! (1932)
- If I Had a Million (1932)
- She Done Him Wrong (1933)
- San Quentin (1937)
- Sherlock Holmes and the Voice of Terror (1942)
- The Brave Bulls (1951)